# 涅姆達河
涅姆達河是俄羅斯的河流，位於科斯特羅馬州和伊萬諾沃州，屬於伏爾加河的左支流，流入高爾基水庫。
涅姆達河全長146公里，流域面積4,750平方公里，河道在11月至4月中旬呈結冰狀態，支流包含舒亞河。